# Ніклас Сундстрем
Ніклас Сундстрем (швед. Niklas Sundström, нар. 6 червня 1975, Ерншельдсвік) — колишній шведський хокеїст, що грав на позиції крайнього нападника. Грав за збірну команду Швеції.
Провів понад 800 матчів у Національній хокейній лізі. 

## Ігрова кар'єра
Хокейну кар'єру розпочав на батьківщині 1991 року виступами за команду МОДО.
1993 року був обраний на драфті НХЛ під 8-м загальним номером командою «Нью-Йорк Рейнджерс». 
Протягом професійної клубної ігрової кар'єри, що тривала 23 роки, захищав кольори команд МОДО, «Нью-Йорк Рейнджерс», «Сан-Хосе Шаркс», «Монреаль Канадієнс» та «Мілан Вайперз».
Загалом провів 809 матчів у НХЛ, включаючи 59 ігор плей-оф Кубка Стенлі.
Виступав за збірну Швеції.

## Нагороди та досягнення
- Срібний призер молодіжних чемпіонатів світу — 1993 та 1994.
- Бронзовий призер молодіжного чемпіонату світу — 1995.
- Чемпіон світу 1998.

## Статистика
| Сезон              | Клуб                 | Ліга               | Регулярний сезон | Регулярний сезон | Регулярний сезон | Регулярний сезон | Регулярний сезон | Плей-оф | Плей-оф | Плей-оф | Плей-оф | Плей-оф |
| Сезон              | Клуб                 | Ліга               | І                | Г                | П                | О                | ШХ               | І       | Г       | П       | О       | ШХ      |
| ------------------ | -------------------- | ------------------ | ---------------- | ---------------- | ---------------- | ---------------- | ---------------- | ------- | ------- | ------- | ------- | ------- |
| 1991-92            | МОДО                 | Елітсерія          | 8                | 1                | 3                | 4                | 0                | —       | —       | —       | —       | —       |
| 1992–93            | МОДО                 | Елітсерія          | 40               | 7                | 11               | 18               | 18               | 3       | 0       | 0       | 0       | 0       |
| 1993–94            | МОДО                 | Елітсерія          | 37               | 7                | 12               | 19               | 28               | 11      | 4       | 3       | 7       | 2       |
| 1994–95            | МОДО                 | Елітсерія          | 33               | 8                | 13               | 21               | 30               | —       | —       | —       | —       | —       |
| 1995–96            | «Нью-Йорк Рейнджерс» | НХЛ                | 82               | 9                | 12               | 21               | 14               | 11      | 4       | 3       | 7       | 4       |
| 1996-97            | «Нью-Йорк Рейнджерс» | НХЛ                | 82               | 24               | 28               | 52               | 20               | 9       | 0       | 5       | 5       | 2       |
| 1997-98            | «Нью-Йорк Рейнджерс» | НХЛ                | 70               | 19               | 28               | 47               | 24               | —       | —       | —       | —       | —       |
| 1998-99            | «Нью-Йорк Рейнджерс» | НХЛ                | 81               | 13               | 30               | 43               | 20               | —       | —       | —       | —       | —       |
| 1999-00            | «Сан-Хосе Шаркс»     | НХЛ                | 79               | 12               | 25               | 37               | 22               | 12      | 0       | 2       | 2       | 2       |
| 2000-01            | «Сан-Хосе Шаркс»     | НХЛ                | 82               | 10               | 39               | 49               | 28               | 6       | 0       | 3       | 3       | 2       |
| 2001-02            | «Сан-Хосе Шаркс»     | НХЛ                | 73               | 9                | 30               | 39               | 50               | 12      | 1       | 6       | 7       | 6       |
| 2002-03            | «Сан-Хосе Шаркс»     | НХЛ                | 47               | 2                | 10               | 12               | 22               | —       | —       | —       | —       | —       |
| 2002-03            | «Монреаль Канадієнс» | НХЛ                | 33               | 5                | 9                | 14               | 8                | —       | —       | —       | —       | —       |
| 2003-04            | «Монреаль Канадієнс» | НХЛ                | 66               | 8                | 12               | 20               | 18               | 4       | 1       | 0       | 1       | 2       |
| 2004-05            | «Мілан Вайперз»      | Серія A            | 33               | 9                | 27               | 36               | 40               | —       | —       | —       | —       | —       |
| 2005-06            | «Монреаль Канадієнс» | НХЛ                | 55               | 6                | 9                | 15               | 30               | 5       | 0       | 3       | 3       | 4       |
| 2006-07            | МОДО                 | Елітсерія          | 47               | 9                | 36               | 45               | 116              | 20      | 5       | 8       | 13      | 26      |
| 2007-08            | МОДО                 | Елітсерія          | 45               | 7                | 30               | 37               | 128              | 5       | 0       | 6       | 6       | 14      |
| 2008-09            | МОДО                 | Елітсерія          | 49               | 18               | 35               | 53               | 70               | —       | —       | —       | —       | —       |
| 2009-10            | МОДО                 | Елітсерія          | 32               | 5                | 15               | 20               | 28               | —       | —       | —       | —       | —       |
| 2010-11            | МОДО                 | Елітсерія          | 53               | 11               | 22               | 33               | 40               | —       | —       | —       | —       | —       |
| Усього в НХЛ       | Усього в НХЛ         | Усього в НХЛ       | 750              | 117              | 232              | 349              | 256              | 59      | 6       | 22      | 28      | 22      |
| Усього в Елітсерії | Усього в Елітсерії   | Усього в Елітсерії | 345              | 73               | 177              | 250              | 257              | 39      | 9       | 17      | 26      | 42      |